# Spectrolebias
Spectrolebias es un género de peces de la familia de los rivulinos en el orden de los ciprinodontiformes.

## Especies
Estas son las especies de este género.
- Spectrolebias bellidoi Nielsen & Pillet, 2015[7]
- Spectrolebias brousseaui Nielsen, 2013[8]
- Spectrolebias chacoensis (Amato, 1986)
- Spectrolebias costai (Lazara, 1991)
- Spectrolebias filamentosus (Costa & Nielsen, 1997)
- Spectrolebias gracilis Costa & Amorim, 2018
- Spectrolebias inaequipinnatus (Costa & Brasil, 2008)
- Spectrolebias reticulatus (Costa & Nielsen, 2003)
- Spectrolebias semiocellatus (Costa y Nielsen, 1997)